# Giovanni Pitruzzella
Giovanni Pitruzzella (Palermo, 15 luglio 1959) è un giurista e docente italiano.
Professore ordinario di diritto costituzionale, dal 2011 al 2018 è stato presidente dell'Autorità garante della concorrenza e del mercato (cosiddetta Antitrust); dal 14 novembre 2023 è giudice della Corte costituzionale italiana, mentre dall'8 ottobre 2018 è Avvocato generale presso la Corte di giustizia dell'Unione Europea.

## Biografia
Si è laureato in giurisprudenza all'Università degli Studi di Palermo nel marzo del 1982.
Dal 1986 al 1994 è stato professore associato di Istituzioni di diritto pubblico nella Facoltà di Scienze politiche dell'Università di Cagliari e dal 1994 al 1997 professore ordinario di Diritto costituzionale nella Facoltà di Giurisprudenza della stessa università. Dal 1998 è professore ordinario di Diritto costituzionale nella Facoltà di Giurisprudenza dell'Università degli Studi di Palermo dove è anche docente nella Scuola di specializzazione in Diritto europeo.
Svolge la professione di avvocato cassazionista. Esperto nel diritto dei pubblici appalti, in giustizia costituzionale, nel diritto pubblico regionale e nel diritto pubblico dell'economia, ha ricoperto numerosi incarichi fra cui quello di consulente giuridico sia presso la Presidenza del Consiglio dei ministri (governi Ciampi e Dini) che presso la Presidenza della Regione Siciliana (governi Capodicasa, Cuffaro e Lombardo) e l'Assemblea regionale siciliana.
Dal 1998 al 2002 è stato presidente della "Commissione paritetica per la determinazione delle norme di attuazione dello Statuto speciale siciliano".
Dal 14 marzo 2006 ha fatto parte della Commissione di Garanzia dell'Attuazione della Legge sullo Sciopero nei Servizi Pubblici Essenziali di cui è stato presidente dal 24 settembre 2009 al 18 novembre 2011.
Il 18 novembre 2011 i presidenti di Camera e Senato congiuntamente lo hanno nominato presidente dell'Autorità garante della concorrenza e del mercato in sostituzione di Antonio Catricalà dimessosi in quanto nominato sottosegretario alla Presidenza del Consiglio del governo Monti; ha preso possesso della carica il 29 novembre.
Dal 1998 è direttore della "Rivista di diritto costituzionale" edita da Giappichelli.
È autore, insieme a Roberto Bin, del Manuale di diritto costituzionale e del Manuale di diritto pubblico, editi da Giappichelli, tra i più utilizzati dagli studenti universitari nei corsi di riferimento.
Il 30 marzo 2013 viene nominato dal Quirinale come membro della commissione per le riforme economiche.
Il 25 novembre 2015 viene indicato dai centristi di Area Popolare e Scelta Civica come candidato per l'elezione a giudice costituzionale; ottiene 492 voti nella votazione del 25 novembre e 470 nella successiva votazione del 1º dicembre, in entrambi i casi al di sotto del quorum richiesto di 571 voti. Il 1º dicembre stesso, Pitruzzella annuncia il ritiro della sua candidatura affermando che mancano "le condizioni politiche e di serenità" per proseguire con il suo nome.
A giugno 2021 il suo nome figura nell'inchiesta sul malaffare della rete idrica di Agrigento: da presidente dell’Antitrust si sarebbe speso a favore dell’imprenditore Marco Campione. Viene altresì accusato da parte della politica e della stampa di aver raggiunto tale posizione "veleggiando bene nei mari della politica che conta, di centrodestra in gran parte, e sapendosi muovere nei palazzi del potere".

### Giudice costituzionale
Con decreto del 6 novembre 2023, reso pubblico il 10, il presidente della Repubblica Sergio Mattarella l'ha nominato, insieme a Antonella Sciarrone Alibrandi, giudice della Corte costituzionale; ha prestato giuramento il 14 novembre.

## Pubblicazioni
- Giovanni Pitruzzella, Il Presidente del Consiglio dei ministri e l'organizzazione del governo, Padova, Cedam, 1986
- Giovanni Pitruzzella, La legge di conversione del decreto legge, Padova, Cedam, 1989
- Giovanni Pitruzzella, Commento agli artt. 92/96 in Giuseppe Branca e Alessandro Pizzorusso (a cura di), Commentario della Costituzione, Bologna, Zanichelli, 1994
- Giovanni Pitruzzella, Forme di governo e trasformazione della politica, Roma-Bari, Laterza, 1996
- Piero Ciarlo, Giovanni Pitruzzella, Giudici e giurisdizioni nella giurisprudenza della Corte costituzionale, Torino, Giappichelli Editore, 1997
- Rita Di Leo e Giovanni Pitruzzella, Modelli istituzionali e riforma della Costituzione, Bologna, il Mulino, 1999
- Roberto Bin e Giovanni Pitruzzella, Diritto costituzionale, Torino, Giappichelli Editore, 2000
- Roberto Bin e Giovanni Pitruzzella, Diritto pubblico, Torino, Giappichelli Editore, 2002
- Fondazione Magna Carta: La Costituzione promessa. Governo del Premier e federalismo alla prova della riforma, a cura di Peppino Calderisi, Fabio Cintioli, Giovanni Pitruzzella, Rubbettino Editore, 2004
- Vincenzo Lippolis e Giovanni Pitruzzella, Il bipolarismo conflittuale, Rubbettino Editore, 2007
- Roberto Bin e Giovanni Pitruzzella, Le fonti del diritto, Torino, Giappichelli Editore, 2009